# Капитан Африка
Капитан Африка — третий советский сингл/EP рок-группы «Аквариум», выпущенный фирмой «Мелодия» в виде грампластинки. В сингл вошли песни из альбома «Радио Африка» (запись и сведение Андрея Тропилло и Виктора Глазкова в студии MCI летом 1983 года). Примечательным является то, что песни на сингле представлены без радиошумов, присутствующих на самом альбоме.

## Участники записи
- БГ — гитара, вокал
- Александр Ляпин — электрогитара
- Евгений Губерман — барабаны
- Андрей Романов — вокал, флейта
- Михаил Васильев — перкуссия
- Александр Кондрашкин — ударные, перкуссия
- Всеволод Гаккель — вокал, бас-гитара
- Сергей Курёхин — клавишные
- Игорь Бутман — саксофон
- Михаил Кордюков — барабаны

## Список композиций

### Сторона 1
1. Капитан Африка — 4.45
2. Змея — 1.00

(группа «Аквариум» — Б.Гребенщиков)

### Сторона 2
1. Рок-н-ролл мёртв — 5.24
2. Радио Шао Линь — 1.30

(группа «Аквариум» — Б.Гребенщиков)